# Elimkapellet, Norrtälje
Elimkapellet är en byggnad i Norrtälje, som tidigare var en kyrkolokal för Baptistförsamlingen i Norrtälje. Det uppfördes 1915 och stängdes som kyrka 2015 och såldes av församlingen.
Byggnaden användes 2017–2020 som restaurangen Kapellet. I samband med Covid-19-pandemin 2020 användes byggnaden som vaccinationsmottagning.